# Clara Hacker
Clara Hacker (auch Hacker-Törber; * 8. April 1885 in Gadebusch; † 1958) war eine deutsche Politikerin (SPD/USPD/SED) und Gewerkschafterin. Sie war Abgeordnete des Landtages von Mecklenburg(-Vorpommern).

## Leben
Hacker besuchte bis zu ihrem 14. Lebensjahr die Höhere Mädchenschule in Gadebusch, anschließend machte sie einen Lehrgang in einem landwirtschaftlichen Haushalt, der sich auf Geflügelzucht und Imkerei spezialisiert hatte. Sie besuchte die Handelsschule und nahm danach eine Bürotätigkeit auf, unter anderem als Stenotypistin. Ab 1906 war sie gewerkschaftlich organisiert. Sie trat dem Verein Deutscher Kaufleute (VDK) bei und wurde in den Vorstand des VDK-Ortsvereins Schwerin gewählt. Im Oktober 1907 ging sie als Redaktionssekretärin der Kaufmännischen Rundschau, dem Gewerkschaftsblatt des VDK, nach Berlin. Hacker kehrte jedoch bereits im Jahr darauf nach Schwerin zurück.
1908 trat Hacker in Schwerin der SPD bei und war die erste Frau in Mecklenburg, die SPD-Mitglied wurde. Bis 1908 war die parteipolitische Beteiligung von Frauen durch das Preußische Vereinsgesetz praktisch ausgeschlossen gewesen, da dieses die Mitgliedschaft von Frauen in politischen Parteien generell untersagte. Hacker wurde darüber hinaus sogar in den mecklenburgischen SPD-Vorstand gewählt. Sie war Delegierte des Gewerkschaftskartells sowie Schriftführerin in der AOK und im Parteivorstand. 1910 delegierte sie das Frauenbüro der SPD auf die Parteischule nach Berlin. Als Teilnehmerin des Winterkurses 1910/1911 hatte sie unter anderen Unterricht bei Rosa Luxemburg und Franz Mehring. Anschließend arbeitete sie als Redaktionssekretärin der Schleswig-Holsteinischen Volkszeitung in Kiel. Im Januar 1919 wechselte Hacker zur USPD.
Von 1939 bis 1943 war Hacker Sachbearbeiterin im Schweriner Jugendamt, nach Kriegsende 1945 dessen Leiterin. 1945 trat sie der KPD bei und wurde 1946 Mitglied der SED. Im Mai 1946 wurde Hacker Gewerkschaftssekretärin des Frauensekretariats im Landesausschuss Mecklenburg-Vorpommern des FDGB. Von 1946 bis 1950 war sie Abgeordnete des Landtags von Mecklenburg(-Vorpommern) und dort Vorsitzende des Sozialausschusses.